# Címbio

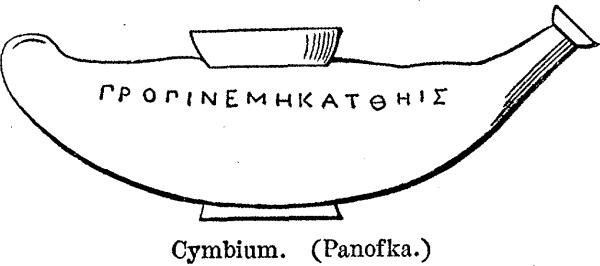
Possível formato do primeiro tipo de címbio.

Címbio (do grego κυμβίον, "kymbíon") era um tipo de copo grego que, de acordo com Dídimo e Nicandro, tinha corpo alongado, estreito (στενόν) e sem alças (χωπὶς ὠτίων). Doroteu diz que ele integrava a categoria dos copos profundos (βαθέων), compridos (ὀρθῶν) e sem base ou asas. Existiram, portanto, pelo menos dois diferentes tipos de címbios - diversidade esta que era habitual entre as cerâmicas gregas. Aparentemente ele era usado com frequência para beber vinho puro ou desempenhar a mesma função do cíato, isto é, retirar vinho da cratera para despejá-lo noutros vasos menores. Seu uso era costumeiro somente entre os ricos.
Para o seu fabrico usava-se terracota ou materiais valiosos como crisoprásio, prata e ouro.